# يوم الفرقة

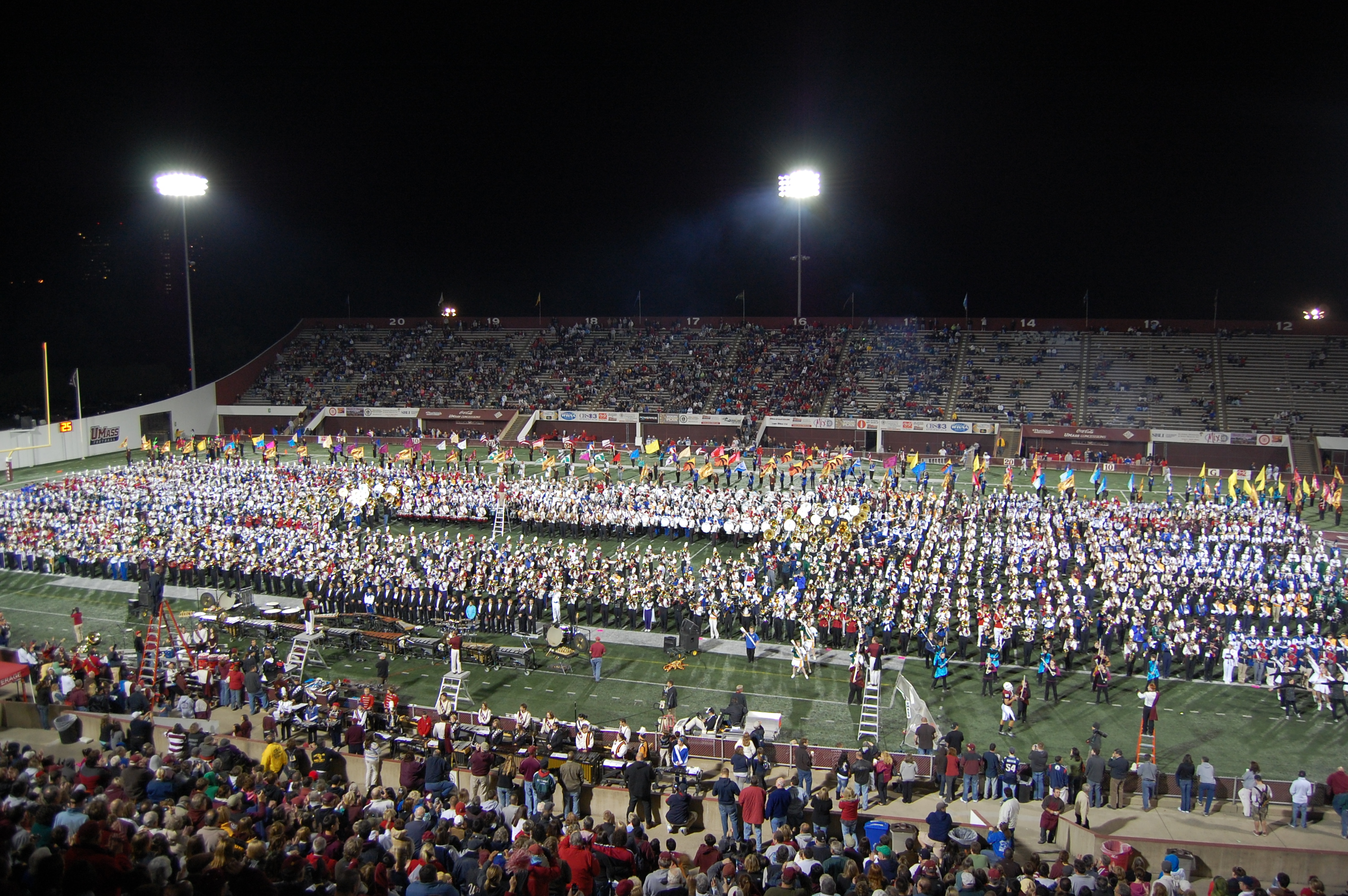
2009 يوم الفرقة الموسيقية في جامعة ماساتشوستس أمهيرست مع فرقة مينيوتمان المسيرة التابعة لجامعة ماساتشوستس

يشير يوم الفرقة إلى مهرجان أو مسابقة سنوية للفرق المسيرة ، وعادة ما تكون يكون مخصص لفرق المدارس الثانوية.

## الخلفية
تُدعى فرقة مسيرة إلى المدارس الثانوية وتحديدا إلى الحرم الجامعي للتمرن واللعب  قد يكون يوم الفرقة أيضًا مسابقة ، حيث تتنافس المدارس الثانوية مع بعضها البعض ، بينما تلعب فرق الجامعة عروضًا استعراضية. من حين لآخر ، يتم استضافة مسابقة يوم الفرقة في معرض الولاية ، مثل يوم فرقة معرض ولاية إنديانا الذي يقام في معرض ولاية إنديانا كل أغسطس.

## الروابط الخارجية
- "Indiana State Fair Band Day". مؤرشف من الأصل في 2023-01-21.
- "Oklahoma State Fair Band Day". مؤرشف من الأصل في 2014-08-30.